# Eurovision Song Contest 2012

Länder som deltog i finalen.
Länder som inte tog sig till final.
Länder som tävlat förut men inte deltog 2012.

Eurovision Song Contest 2012 var den 57:e upplagan av Eurovision Song Contest som ägde rum den 22, 24 och 26 maj 2012 i Baku, Azerbajdzjan. Detta efter att låten "Running Scared", framförd av duon Ell & Nikki, vunnit föregående års tävling. Slutgiltig vinnare i finalen blev bidraget som representerade Sverige med låten "Euphoria" framförd av Loreen.
Senast den 19 mars skulle samtliga länder ha valt artist och bidrag, vilket dock inte San Marino hann med då landets officiella bidrag "Facebook Uh, Oh, Oh" blev diskvalificerat på grund av regelbrott. San Marino fick fram till den 23 mars på sig att göra om sitt bidrag eller välja en ny låt. Den 22 mars presenterades den omgjorda låten, med den nya titeln "The Social Network Song".

## Tävlingsupplägg
År 2012 var första gången i Eurovision Song Contests historia som tävlingen hölls i ett land i Kaukasien, och det blev också första gången som Azerbajdzjan fick vara värdnation för ett ESC. Tävlingen hölls i landets huvudstad Baku. Fram till januari 2012 kunde länder som önskade vara med och tävla anmäla sig till ESC och/eller dra sig tillbaka från tävlan utan ekonomiskt straff. Semifinalerna sändes den 22 och 24 maj, och finalen den 26 maj, dvs. en vecka senare än föregående års tävling. Den 25 januari 2012 presenterades sloganen för detta års tävling: "Light Your Fire".
Thomas Schreiber, som är nöjeschef på det tyska TV-bolaget ARD, uttryckte i en intervju med den tyska tidningen Frankfurter Allgemeine Zeitung en önskan att EBU skulle förbjuda de tävlande länderna att välja artist och bidrag internt inom de nationella TV-bolagen. Istället ville Schreiber att samtliga länder skulle vara tvingade att hålla en finalkväll vardera för att utse detta. Detta genomfördes dock inte till 2012. I en intervju i TV-programmet Morandini i Frankrike, bekräftade dock Frankrikes tävlingsansvarige (Head of delegation), Bruno Berberès, att från och med 2013 ska EBU förbjuda interna låtval. Artister får dock väljas internt, men varje lands tittare måste få chansen att välja mellan minst två bidrag. I slutet av december bekräftade en talesperson för EBU detta.
Förslaget har dock inte genomförts.
Den 20 juni träffades EBU:s ledning i Genève för att diskutera värdstad, tävlingsarena samt bekräfta allmänna frågor kring 2012 års Eurovision Song Contest.
Azerbajdzjans president Ilham Alijev beslöt att låta sin fru Mehriban Äliyeva bli ansvarig för tävlingen år 2012.
Orkester användes aldrig i ESC 2012, med anledning av att det skulle bli för dyrt och för att många låtar är mer anpassade att låta bättre med förinspelad musik.

### Värdstad och arena
| Baku, Azerbajdzjan Tofiq Bähramov stadion Hejdar Alijevs sport- och utställningskomplex Bakus kristallhall |

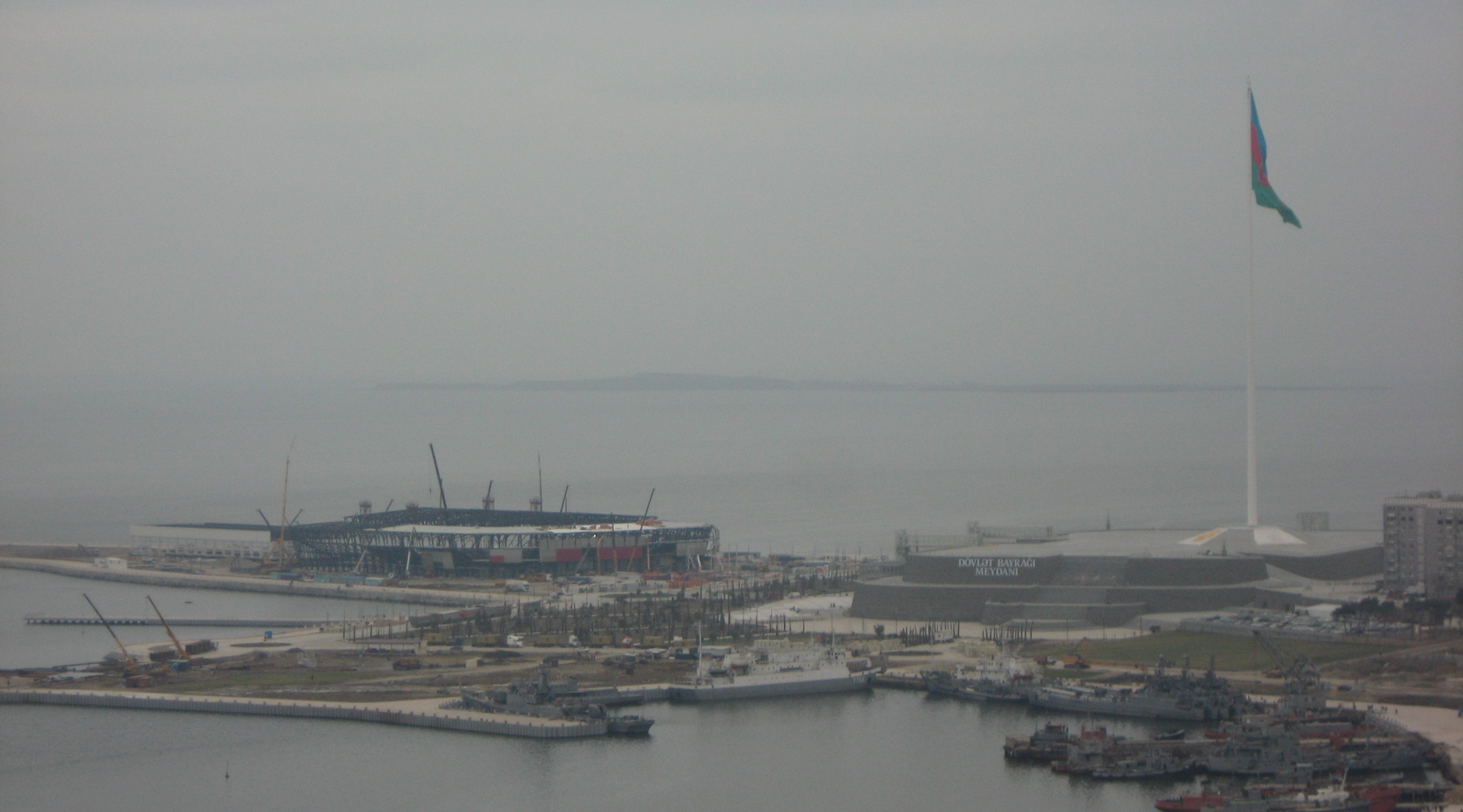
Bakus kristallhall under konstruktion i januari 2012. Till höger syns det nationella flaggtorget.

Dagen efter att Azerbajdzjan hade vunnit Eurovisionsfinalen i Düsseldorf meddelade landets nationella TV-bolag Ictimai Televiziya att Eurovision Song Contest 2012 skulle hållas i Baku. Enligt landets nationella TV-bolag skulle man bygga en helt ny arena som skulle invigas strax innan tävlingens start. Även befintliga arenor såsom Tofiq Bähramov-stadion (som har cirka 37 000 platser) eller Hejdar Alijevs sport- och utställningskomplex var aktuella i diskussionen kring var tävlingen skulle hållas. Efter EBU:s första besök i Baku i september 2011 meddelade Ictimai TV att ett beslut om arenan skulle fattas vid ett senare tillfälle. Den 8 september 2011 rapporterade dock det azeriska TV-bolaget Azad TV att Bakus kristallhall skulle vara värdarena åt Eurovision Song Contest 2012, även om beskedet blev att arenan skulle väljas först i slutet av januari 2012. Samma dag som semifinalerna lottades och Baku fick den officiella Eurovisionsnyckeln överlämnad, blev tävlingsarenan vald. Samma arena som Azad TV presenterade i september 2011 blev den officiella arenan som valdes. Arenan stod färdigbyggd i mitten av april 2012.

### Röstningssystem
Det så kallade 50/50-systemet användes även i 2012 års tävling. 50/50-systemet innebar att varje tävlande land hade ett kombinerat resultat av telefonröster och juryröster. Efter att tittarna och landets jury röstat lades dessa två resultat samman och man fick ut ett tredje resultat - ett 50/50-resultat. 

Under sommaren 2011 beslutade EBU att förlägga röstningstiden i semifinalerna och finalen till endast femton minuter efter att sista låten spelats upp. Under 2010 och 2011 kunde man telefon- och SMS-rösta från det att showen började till ca femton minuter efter sista landet framfört sitt bidrag. Beslutet grundade sig på att de flesta som telefonröstade år 2010 och 2011 valde att rösta efter att alla länder i showen sjungit. Alla länders nationella jurygrupper (som vid respektive evenemang fick rösta) röstade under genrepet som skedde kvällen innan respektive huvudsändning.

### Biljettförsäljning
Biljetter till de två semifinalerna samt finalen började säljas den 29 februari 2012. Dock såldes inte biljetter till alla evenemang på en gång, utan EBU och Ictimai TV beslutade att låta försäljningen ske ett steg i taget. Det innebar att biljetter till den första semifinalen (både genrepet den 21 maj och livesändningen den 22 maj) började säljas den 29 februari och den andra semifinalens biljetter (både genrepet den 23 maj och livesändningen den 24 maj) började säljas den 5 mars. Finalens biljetter börjades säljas den 12 mars (genrepet den 25 maj) och 15 mars (livesändningen den 26 maj).

### Programledare
Den 16 april presenterade EBU och Ictimai Televizija programledarna för semifinalerna och finalen 2012. För tredje året i rad blev det en trio som ledde det hela. De tre programledarna är Leyla Äliyeva , Eldar Qasımov och Nargiz Birk-Petersen. Qasımov är känd för att ha tagit hem segern för värdlandet året innan (tillsammans med Nigar Dzjamal under duonamnet Ell & Nikki).

## Större händelser kring Eurovisionen

### Kritik mot värdlandet
"Ett land i krig, med nedslagen opposition och tystade journalister.

Azerbajdzjan är mycket mer än bara schlager."
 
— TT om värdlandet.
Den internationella människorättsorganisationen Human Rights Watch (HRW) riktade stark kritik mot hur 2012 års värdland, Azerbajdzjan, agerade i samband med bygget av värdarenan. Enligt HRW tvingades hundratals människor att flytta från sina hem som revs till fördel för den nya arenan. Enligt HRW tvångsflyttades människor som bodde där mot mindrevärdig kompensation. Azeriska myndigheter sade att påståendena om tvångsvräkningarna inte var sanna. Tidningarnas Telegrambyrå (TT) har även de riktat kritik mot värdlandet.

### Hackerattack mot Eurovisionshemsidor
Under förmiddagen den 17 maj 2012 blev hemsidan ESC Today hackad och dess innehåll raderat. Hemsidan hade istället blivit ersatt av en bild, som uppmanade alla homosexuella som kommit till Azerbajdzjan för ESC att lämna landet omedelbart. Även andra ESC-hemsidor, såsom Eurovision.az, sägs ha fått olaga intrång dock utan att hemsidorna fått sitt material raderat.

### San Marinos låt diskvalificerad av EBU
"The lyrics and/or performance of the songs shall not bring the Shows,
 the ESC as such or the EBU into disrepute. No lyrics, speeches, gestures
 of a political or similar nature shall be permitted during the ESC. No swearing
 or other unacceptable language shall be allowed in the lyrics or in the
 performances of the songs. No commercial messages of any kind shall be allowed.
 A breach of this rule may result in disqualification."
 
- EBU-regel 1.2.2.g. 
Den 16 mars valde San Marino låten "Facebook, Uh, Oh, Oh" som landets bidrag till sin artist Valentina Monetta. Två dagar senare, den 18 mars, beslutade EBU att diskvalificera låten då den bryter mot regel 1.2.2.g i ESC-reglerna. Regeln säger att låten inte får innehålla kommersiella budskap av något slag. EBU gav San Marinos nationella TV-bolag SMRTV i uppdrag att senast den 23 mars antingen ha skrivit om låten eller valt en ny låt till Valentina Monetta. Den 22 mars presenterade SMRTV låten "The Social Network Song" som landets nya bidrag. Den nya låten är samma låt som den gamla men med ny sångtitel och text.

### Eurovisions första vinnare i nationell uttagning
Eurovision Song Contests allra första vinnare, Lys Assia, valde att ställa upp i sitt hemland Schweiz uttagning till Eurovision Song Contest 2012. Senast hon var med i ESC var 1958. Då hon nu tävlade var hon 85 år gammal. Assia blev uttagen som wildcard av en av de fyra TV-bolagen i Schweiz, som bestämmer vilka artister och låtar som får vara med. Låten hon tävlade med hette "C'était ma vie" ("Det var mitt liv"), skriven av Assia själv och Ralph Siegel. I Schweiz nationella final den 10 december 2011 vann dock inte Assia, utan det gjorde istället gruppen Sinplus. Finalresultatet byggde endast på telefonröster. Assia fick totalt 5,46 procent av rösterna, och slutade därmed på åttonde plats.

### Osäkra länder med bekräftelser
- Andorra - landet valde att avstå tävlan (och att gå ur EBU) p.g.a. ekonomiska problem kring landets nationella TV-bolag RTVA.[38][39]
- Armenien - p.g.a. landets konflikt med värdlandet kring området Nagorno-Karabach, ett landområde som Armenien varit i krig om med värdlandet sedan år 1994, var det länge osäkert huruvida Armenien ville ställa upp eller ej.[40][41][42] Till slut bestämde sig det nationella TV-bolaget att ställa upp,[8][21] men drog den 7 mars tillbaka sitt deltagande.[9] Som straff fick de delvis betala men också vara tvingade att visa bägge semifinalerna och finalen i nationell TV för att få deltaga nästkommande år.[43]
- Israel - p.g.a. den nationella högtiden Shavouot, som inföll på finaldagen, var Israel länge osäkra på om man kunde deltaga eller ej. En annan anledning till att avstå deltagande var att värdlandet gränsar till Iran, en direkt fiende till Israel.[44] Trots detta valde landet att medverka i tävlingen.[8]
- Italien - efter sin andraplats året innan och sin del av "The Big Five"[45] var det ändå osäkert om landet skulle återkomma ett år till. Detta p.g.a. att landet drabbats av en ekonomisk kris.[46] Landet bekräftade dock sin medverkan till 2012 och medverkade som en del av "Big Five".[8][47]
- Liechtenstein - landet försökte bli medlemmar i EBU hösten 2011, men fick avslag och fick därmed inte tävla det här året.[48]
- Luxemburg - landet har inte medverkat i tävlingen sedan 1993 och medverkade heller inte det här året, vilket meddelades på nyårsafton 2011 av det nationella TV-bolaget RTL.[49]
- Marocko - under hösten 2011 gick rykten om att landet skulle göra en comeback det här året.[50] Detta visade sig dock inte stämma då deltagarlistan för 2012 presenterades av EBU i januari 2012.
- Monaco - landet valde att för sjätte året i rad avstå en ESC-tävlan, med anledning av ekonomiska problem kring landets nationella TV-bolag TMC.[51]
- Polen - landet valde att prioritera sitt värdlandskap (med Ukraina) i Fotbolls-EM samt även prioritera att tävla i OS samma sommar. Landets nationella TV-bolag TVP hade därmed inte råd att även vara med i det här årets Eurovision Song Contest. Man valde dessutom att inte sända vare sig semifinalerna eller finalen.[52]
- Slovakien - under hösten 2011 bekräftade och dementerade Slovakiens nationella TV-bolag STV landets tävlan i Baku 2012.[53][54][55][56] I november samma år meddelades det att landet bestämt sig för en artist, Miroslav Šmajda,[57] men det drogs senare tillbaka.[58]  I slutet av december meddelade dock STV att landet skulle ställa upp i ESC 2012.[59] När landet presenterade sin artist och sitt bidrag den 7 mars visade det sig att Miroslav Šmajda trots allt skulle representera landet i Baku, men då under namnet Max Jason Mai.
- Tjeckien - på grund av programprioriteringar avstod landet tävlan i 2012 års ESC.[60] Precis som Slovakien var dock Tjeckien veliga under hösten 2011 om deltagande eller ej, och man skulle egentligen gjort en combeback (enligt today.az).[61][62][63]

### Annorlunda placeringar
Vissa länder fick det här året sina bästa respektive sämsta placeringar. Sverige fick sin femte vinst i Eurovisionen och dessutom var det första gången Sverige fick över 200 poäng i en final. Även många andra länder som blev topp tio i finalen (såsom Ryssland, Serbien, Albanien, Estland och Spanien) fick sina bästa placeringar på många år. Värre var det då för bl.a. Grekland, Irland, Storbritannien och Norge, som alla fyra slutade långt bak i finalen. Greklands svit om att alltid bli topp tio i finalen avslutades det här året, då landet slutade på sjuttonde plats i finalen. Därmed var en åtta år lång toppsvit över. Irland, som blivit åtta året innan, slutade på nittonde plats. Storbritannien som blivit elva året innan slutade näst sist och Norge, som slutade allra sist, fick därmed sin elfte sistaplacering i Eurovisionens historia.
I semifinalerna blev det första gången som Georgien inte tog sig till finalen. För Nederländerna innebar det här året att man för åttonde året i rad misslyckats att kvalificera sig till finalen. För första gången sedan semifinalsystemet infördes år 2004 blev två länder (Norge och Bulgarien) delad tia i semifinalen. En EBU-regel säger då att i första hand är det det land som fått poäng av flest länder som går vidare till finalen. Om bägge länderna fått poäng av lika många länder är det i andra hand flest tolvpoängare, därefter i tredje hand flest tiopoängare etc. som räknas.

### Återkommande artister
| Land       | Artist            | Tidigare år                                                           | Placering (Vid tidigare tillfälle) | Placering 2012 |
| ---------- | ----------------- | --------------------------------------------------------------------- | ---------------------------------- | -------------- |
| Irland     | Jedward           | 2011                                                                  | 8:e                                | 19:e           |
| Island     | Jónsi*            | 2004                                                                  | 19:e                               | 20:e           |
| Makedonien | Kaliopi           | 1996                                                                  | 26:e (ej kvalificerad)**           | 13:e           |
| Serbien*** | Željko Joksimović | 2004 (artist), 2006 (låtskrivare), 2008 (programledare & låtskrivare) | 2:a (2004) 3:a (2006) 6:a (2008)   | 3:a            |

Fotnot 1: Jónsi tävlade tillsammans med artisten Gréta Salóme när han återkom till Eurovisionen igen år 2012.
Fotnot 2: År 1996 hölls först en kvalificeringsomgång för samtliga 29 tävlande länder (utom för värdlandet Norge). Sedan röstade ländernas nationella jurygrupper fram 22 länder till finalen. 
Fotnot 3: År 2004 representerade Joksimović Serbien och Montenegro när dessa två länder fortfarande var ett land. År 2006 representerade han Bosnien och Hercegovina som låtskrivare till artisten Hari Mata Hari. År 2008 var han både programledare för ESC, eftersom Serbien stod som värdland, och samtidigt också låtskrivare för värdlandets artist.

## Tävlande länder
Fram till december 2011 kunde länder anmäla sig och/eller ta tillbaka sin anmälan utan ekonomiskt straff. Först den 17 januari meddelade EBU den officiella deltagarlistan, som visade att 43 länder skulle tävla 2012, lika många som i föregående års ESC. Detta då samtliga länder som tävlade 2011, utom Polen, ställde upp 2012 samt att Montenegro gjorde comeback i tävlingen. Länge var det också osäkert om Armenien skulle ställa upp i tävlingen, då de är i en landskonflikt med värdlandet, men i samband med EBU:s officiella utlåtande om deltagarlistan visade det sig att Armenien skulle vara med 2012. Den 25 januari hölls semifinalsdragningen. Den 7 mars meddelade Armenien dock sitt tillbakadragande av sitt deltagande, se ovan i artikeln om Armenien. Senast den 19 mars skulle alla tävlande länder ha valt artist och bidrag.

## Semifinalerna

Tävlande länder i semifinal 1
Extraröstande länder i semifinal 1
Tävlande länder i semifinal 2
Extraröstande länder i semifinal 2

36 av de 42 länderna var tvungna att kvala i en av två semifinaler, vilka hölls den 22 och 24 maj. Det var endast "Big Five" samt värdlandet Azerbajdzjan som var direktkvalificerade till finalen. Resultatet i bägge semifinalerna avgjordes genom kombinerad jury- och telefonröstning. De tio länder som i respektive semifinal fick högst antal poäng i det kombinerade läget (50/50-läget) gick till finalen. 20 av 36 länder kvalificerade sig därför från semifinalerna till finalen.
Semifinalsdragningen, dvs. den lottning som avgjorde i vilken av de två semifinalerna som respektive länder skulle tävla i, hölls den 25 januari. Startordningen lottades den 20 mars.

### Semifinalsdragningen
Lottningen om vilka länder som skulle tävla i respektive semifinal hölls i Buta Palace i Baku den 25 januari 2012. Av de totalt 36 semifinalländerna skulle 18 tävla i respektive semifinal (från början 18 i semifinal 1 och 19 i semifinal 2). Vid lottningen bestämde man även i vilka semifinaler de olika "Big Five"-länderna och värdlandet skulle rösta i. Enligt EBU:s regelverk måste de direktkvalificerade länderna rösta och sända minst en av de två semifinalerna.
Innan dragningen skedde delades de 37 (från 7 mars, 36) länderna in i totalt sex stycken grupper om sex länder per grupp (en grupp fick sju länder). Grupperna var indelade efter ländernas geografiska läge samt röstningshistorik från tidigare år. Man delade in länderna på detta sätt för att ingen grupp skulle få fler grannländer som då kan rösta på varandra. Från den första och sjätte gruppen gick dock fem av sex exjugoslaviska länder till samma semifinal. Detta på grund av att Slovenien blev flyttad till den sjätte gruppen, då Polen hoppade av och Montenegro återkom till tävlingen igen, kunde de hamna i samma semifinal som de övriga fyra exjugoslaviska länderna. Från varje grupp gick sedan tre länder per grupp till respektive semifinal, undantaget var dock den grupp som får sju länder där tre hamnade i en semifinal och fyra i en semifinal. Utöver semifinalsindelningen blev varje semifinalsland indelad i semifinalens första eller andra halva. Detta med anledning av att alla länder skulle veta vilken dag man skulle få repetera i arenan när tävlingen väl drog igång i månadsskiftet april/maj.
Lottningen i 2011 års Eurovision TV-sändes aldrig, men det gjorde 2012 års lottning. Sändningen, som för första gången blev en kvällsshow, direktsändes bland annat via Eurovisionens officiella hemsida. De grupper som länderna var indelade i var på ett ungefärligt sätt likvärdigt med tidigare år. Skillnaderna mot 2011 var att Montenegro hamnade i grupp 1, Slovenien flyttades till grupp 6 (där Polen tagits bort eftersom de inte tävlade) samt att värdlandet tagits bort från den tredje gruppen eftersom de inte behöver kvala. Men i övrigt såg grupperna ut på samma sätt som 2011.
| Grupp 1                                                                                       | Grupp 2                                                  | Grupp 3                                                            | Grupp 4                                                            | Grupp 5                                                     | Grupp 6                                                               |
| --------------------------------------------------------------------------------------------- | -------------------------------------------------------- | ------------------------------------------------------------------ | ------------------------------------------------------------------ | ----------------------------------------------------------- | --------------------------------------------------------------------- |
| - Albanien - Bosnien och Hercegovina - Kroatien - Makedonien - Montenegro - Schweiz - Serbien | - Danmark - Estland - Finland - Island - Norge - Sverige | - Georgien - Israel - Moldavien - Ryssland - Ukraina - Vitryssland | - Armenien - Belgien - Cypern - Grekland - Nederländerna - Turkiet | - Irland - Lettland - Litauen - Malta - Portugal - Rumänien | - Bulgarien - San Marino - Slovakien - Slovenien - Ungern - Österrike |

### Semifinal 1
- Den första semifinalen sändes den 22 maj från Bakus kristallhall i Baku.
- De tio länder som i en kombination av 50% tittarröster och 50% juryröster i varje tävlande land (samt tre extraröstande direktkvalificerade länderna) fått högst antal poäng blev kvalificerade till finalen. Resterande länder är utslagna ur tävlingen. Länder med beige bakgrund blev finalkvalificerade.
- Azerbajdzjan, Italien och Spanien var tvungna att sända och rösta i denna semifinal.[65]
- Det land som från varje semifinalhalva blev framlottade först fick bestämma sitt eget startnummer, inom den halvan det blev invalt i vid semifinalsdragningen. Dessa två länder blev Finland (första halvan) och Irland (andra halvan).[66]
- EBU meddelade exakta poäng och placeringar för respektive land först efter finalen var avklarad. Detta för att jurygrupperna och tittarna inte skulle bli påverkade i finalen utifrån vilka länder det gått bäst respektive sämst för, utan ha en neutral bild hela vägen fram till mål. I denna semifinal var dock juryn och tittarna överens om åtta länder, varav tittarna och juryn fick med varsin extra favorit (som den andra ratade).[67]
- På grund av bussolyckan i Qafa e Vishës i Albanien som inträffade den 21 maj, hölls landssorg den 22 maj. Därför fick Radio Televizioni Shqiptar dispens från EBU att slippa direktsända semifinalen. Därav baserades Albaniens röstning i semifinalen endast på jurygruppernas poäng.[68][69]

| Nr | Land       | Artist                 | Sång                    | Översättning | Språk                    | Placering | Poäng |
| -- | ---------- | ---------------------- | ----------------------- | ------------ | ------------------------ | --------- | ----- |
| 1  | Montenegro | Rambo Amadeus          | Euro Neuro              | —            | montenegrinska, engelska | 15        | 20    |
| 2  | Island     | Gréta Salóme & Jónsi   | Never Forget            | —            | engelska                 | 8         | 75    |
| 3  | Grekland   | Eleftheria Eleftheriou | Aphrodisiac             | —            | engelska                 | 4         | 116   |
| 4  | Lettland   | Anmary                 | Beautiful Song          | —            | engelska                 | 16        | 17    |
| 5  | Albanien   | Rona Nishliu           | Suus                    | —            | albanska                 | 2         | 146   |
| 6  | Rumänien   | Mandinga               | Zaleilah                | —            | engelska, spanska        | 3         | 120   |
| 7  | Schweiz    | Sinplus                | Unbreakable             | —            | engelska                 | 11        | 45    |
| 8  | Belgien    | Iris                   | Would You               | —            | engelska                 | 17        | 16    |
| 9  | Finland    | Pernilla Karlsson      | När jag blundar         | —            | svenska                  | 12        | 41    |
| 10 | Israel     | Izabo                  | Time                    | —            | engelska, hebreiska      | 13        | 33    |
| 11 | San Marino | Valentina Monetta      | The Social Network Song | —            | engelska                 | 14        | 31    |
| 12 | Cypern     | Ivi Adamou             | La La Love              | —            | engelska                 | 7         | 91    |
| 13 | Danmark    | Soluna Samay           | Should've Known Better  | —            | engelska                 | 9         | 63    |
| 14 | Ryssland   | Buranovskije Babusjki  | Party for Everybody     | —            | udmurtiska, engelska     | 1         | 152   |
| 15 | Ungern     | Compact Disco          | Sound of Our Hearts     | —            | engelska                 | 10        | 52    |
| 16 | Österrike  | Trackshittaz           | Woki mit deim Popo      | —            | tyska                    | 18        | 8     |
| 17 | Moldavien  | Pasha Parfeny          | Lautar                  | —            | engelska                 | 5         | 100   |
| 18 | Irland     | Jedward                | Waterline               | —            | engelska                 | 6         | 92    |

Det tio länder som kvalificerade sig till finalen avslöjades i följande ordning:
- Rumänien
- Moldavien
- Island
- Ungern
- Danmark
- Albanien
- Cypern
- Grekland
- Ryssland
- Irland

### Semifinal 2
- Den andra semifinalen sändes den 24 maj från Bakus kristallhall i Baku.
- De tio länder som i en kombination av 50% tittarröster och 50% juryröster i varje tävlande land (samt tre extraröstande direktkvalificerade länderna) fick högst antal poäng blev kvalificerade till finalen. Resterande länder blev utslagna ur tävlingen. Länder med beige bakgrund är finalkvalificerade.
- Frankrike, Storbritannien och Tyskland var tvungna att sända och rösta i denna semifinal. Av schemaskäl blev Tyskland direktlottade till att rösta i denna semifinal.[88]
- Det land som från varje semifinalhalva blev framlottade först fick bestämma sitt eget startnummer, inom den halvan det blev invalt i vid semifinalsdragningen. Dessa två länder blev Ukraina (första halvan) och Litauen (andra halvan).[66]
- Denna semifinal skulle från början ha haft nitton länder, men då Armenien hoppade av årets upplaga tävlar endast arton länder, lika många som i den första semifinalen.[9]
- EBU meddelade exakta poäng och placeringar för respektive land först efter finalen var avklarad. Detta för att jurygrupperna och tittarna inte skulle bli påverkade i finalen utifrån vilka länder det gått bäst respektive sämst för, utan ha en neutral bild hela vägen fram till mål. I denna semifinal var tittarna och juryn överens om sex länder, där både tittarna och juryn fick med två favoriter (som den andra ratade). Norge som kom på 10 plats fick lika många poäng som Bulgarien som i slutändan kom på 11 plats. Regelverket säger då att det bidrag som fått flest poäng av flest länder får i första hand gå vidare. Skulle bägge länderna ha lika många länder som givit poäng där räknas i andra hand flest tolvpoängare, sedan tiopoängare osv.[67]

| Nr | Land                    | Artist            | Sång                  | Översättning | Språk               | Placering | Poäng |
| -- | ----------------------- | ----------------- | --------------------- | ------------ | ------------------- | --------- | ----- |
| 1  | Serbien                 | Željko Joksimović | Nije ljubav stvar     | —            | serbiska            | 2         | 159   |
| 2  | Makedonien              | Kaliopi           | Crno i belo           | —            | makedonska          | 9         | 53    |
| 3  | Nederländerna           | Joan Franka       | You and Me            | —            | engelska            | 15        | 35    |
| 4  | Malta                   | Kurt Calleja      | This Is The Night     | —            | engelska            | 7         | 70    |
| 5  | Vitryssland             | Litesound         | We Are the Heroes     | —            | engelska            | 16        | 35    |
| 6  | Portugal                | Filipa Sousa      | Vida minha            | —            | portugisiska        | 13        | 39    |
| 7  | Ukraina                 | Gaitana           | Be My Guest           | —            | engelska            | 8         | 64    |
| 8  | Bulgarien               | Sofi Marinova     | Love Unlimited        | —            | bulgariska          | 11        | 45    |
| 9  | Slovenien               | Eva Boto          | Verjamem              | —            | slovenska           | 17        | 31    |
| 10 | Kroatien                | Nina Badric       | Nebo                  | —            | kroatiska           | 12        | 42    |
| 11 | Sverige                 | Loreen            | Euphoria              | —            | engelska            | 1         | 181   |
| 12 | Georgien                | Anri Dzjochadze   | I'm A Joker           | —            | georgiska, engelska | 14        | 36    |
| 13 | Turkiet                 | Can Bonomo        | Love Me Back          | —            | engelska            | 5         | 80    |
| 14 | Estland                 | Ott Lepland       | Kuula                 | —            | estniska            | 4         | 100   |
| 15 | Slovakien               | Max Jason Mai     | Don't Close Your Eyes | —            | engelska            | 18        | 22    |
| 16 | Norge                   | Tooji             | Stay                  | —            | engelska            | 10        | 45    |
| 17 | Bosnien och Hercegovina | MayaSar           | Korake ti znam        | —            | bosniska            | 6         | 77    |
| 18 | Litauen                 | Donny Montell     | Love Is Blind         | —            | engelska            | 3         | 104   |

1 Bulgariens låt hade bulgariska som huvudspråk men det förekom även fraser på arabiska, azerbajdzjanska, engelska, franska, grekiska, italienska, romani, serbokroatiska, spanska och turkiska.
Det tio länder som kvalificerade sig till finalen avslöjades i följande ordning:
- Litauen
- Bosnien och Hercegovina
- Serbien
- Ukraina
- Sverige
- Makedonien
- Norge
- Estland
- Malta
- Turkiet

## Finalen
Finalen ägde rum i Bakus kristallhall i Baku, Azerbajdzjan den 26 maj. De 26 finalisterna var:
- "Big Five", vilka är Frankrike, Italien, Spanien, Storbritannien och Tyskland. (Dessa är markerade med '5Q')
- Värdlandet Azerbajdzjan. (Är markerad WQ)
- De tio länderna som fick högst antal totalpoäng i den första semifinalen. (Är markerade med 'SF1')
- De tio länderna som fick högst antal totalpoäng i den andra semifinalen. (Är markerade med 'SF2')

Likt semifinalerna avgjordes även finalen med hjälp av s.k. 50:50-röstning, vilket innebar att alla länder kombinerade sin telefon- och SMS-röstning med lika mycket juryröstning. Efter att detta skett fick de tio länder som fått högst totalpoäng landets slutgiltiga poäng på skalan 1-8, 10 och 12 poäng. Detta system har använts sedan finalen år 2009, för att göra ett försök till att dra ned på grannlandsröstningen. Genom de totalt tre finaler som varit har det visats sig hur olika juryn respektive tittarna röstat och med ett sammanvägt resultat kan man få fram ett mer spännande resultat.
Länderna står nedan i startordningen. De sex direktkvalificerade länderna fick sina startnummer lottade den 20 mars. Spanien blev dock framlottade först och fick därmed välja sitt startnummer. Resterande tjugo länder som kvalificerat sig från de två semifinalerna fick sina startnummer lottade direkt efter varje semifinal ägt rum.
| Nr | Land                    | Artist                 | Sång                            | Översättning | Språk                | Placering | Poäng | Kval. |
| -- | ----------------------- | ---------------------- | ------------------------------- | ------------ | -------------------- | --------- | ----- | ----- |
| 1  | Storbritannien          | Engelbert Humperdinck  | Love Will Set You Free          | —            | engelska             | 25        | 12    | 5Q    |
| 2  | Ungern                  | Compact Disco          | Sound of Our Hearts             | —            | engelska             | 24        | 19    | SF1   |
| 3  | Albanien                | Rona Nishliu           | Suus                            | —            | albanska             | 5         | 146   | SF1   |
| 4  | Litauen                 | Donny Montell          | Love Is Blind                   | —            | engelska             | 14        | 70    | SF2   |
| 5  | Bosnien och Hercegovina | MayaSar                | Korake ti znam                  | —            | bosniska             | 18        | 55    | SF2   |
| 6  | Ryssland                | Buranovskije Babusjki  | Party for Everybody             | —            | udmurtiska, engelska | 2         | 259   | SF1   |
| 7  | Island                  | Gréta Salóme & Jónsi   | Never Forget                    | —            | engelska             | 20        | 46    | SF1   |
| 8  | Cypern                  | Ivi Adamou             | La La Love                      | —            | engelska             | 16        | 65    | SF1   |
| 9  | Frankrike               | Anggun                 | Echo (You and I)                | —            | engelska, franska    | 22        | 21    | 5Q    |
| 10 | Italien                 | Nina Zilli             | L'amore è femmina (Out Of Love) | —            | engelska, italienska | 9         | 101   | 5Q    |
| 11 | Estland                 | Ott Lepland            | Kuula                           | —            | estniska             | 6         | 120   | SF2   |
| 12 | Norge                   | Tooji                  | Stay                            | —            | engelska             | 26        | 7     | SF2   |
| 13 | Azerbajdzjan            | Säbinä Babayeva        | When the Music Dies             | —            | engelska             | 4         | 150   | WQ    |
| 14 | Rumänien                | Mandinga               | Zaleilah                        | —            | spanska, engelska    | 12        | 71    | SF1   |
| 15 | Danmark                 | Soluna Samay           | Should've Known Better          | —            | engelska             | 23        | 21    | SF1   |
| 16 | Grekland                | Eleftheria Eleftheriou | Aphrodisiac                     | —            | engelska             | 17        | 64    | SF1   |
| 17 | Sverige                 | Loreen                 | Euphoria                        | —            | engelska             | 1         | 372   | SF2   |
| 18 | Turkiet                 | Can Bonomo             | Love Me Back                    | —            | engelska             | 7         | 112   | SF2   |
| 19 | Spanien                 | Pastora Soler          | Quédate conmigo                 | —            | spanska              | 10        | 97    | 5Q    |
| 20 | Tyskland                | Roman Lob              | Standing Still                  | —            | engelska             | 8         | 110   | 5Q    |
| 21 | Malta                   | Kurt Calleja           | This Is The Night               | —            | engelska             | 21        | 41    | SF2   |
| 22 | Makedonien              | Kaliopi                | Crno i belo                     | —            | makedonska           | 13        | 71    | SF2   |
| 23 | Irland                  | Jedward                | Waterline                       | —            | engelska             | 19        | 46    | SF1   |
| 24 | Serbien                 | Željko Joksimović      | Nije ljubav stvar               | —            | serbiska             | 3         | 214   | SF2   |
| 25 | Ukraina                 | Gaitana                | Be My Guest                     | —            | engelska             | 15        | 65    | SF2   |
| 26 | Moldavien               | Pasha Parfeny          | Lautar                          | —            | engelska             | 11        | 81    | SF1   |

### Omröstningen
Omröstningen var i början spännande, då ledningen växlade mellan flera länder, däribland Sverige, Ryssland och Serbien. Efter fem omgångar började dock de tre nämnda länderna dra ifrån allt mer, och det stod då klart att de var till en början stora favoriter. Efter den omgången behöll dock Sverige ledningen under hela omröstningen, med Ryssland till och från tätt efter. Serbien tappade flera gånger sin tredjeplats, då de under många omgångar inte fick poäng alls. Efter halva omröstningen ledde Sverige med 167 poäng, följt av Serbien på 125 poäng och Ryssland på 124 poäng. Ryssland gick dock om Serbien efter detta. Mot slutet av omröstningen fick Sverige flera tolvpoängare i rad och efter att trettiofem länder röstat stod det klart att Sverige vunnit 2012 års Eurovision Song Contest. Sverige tog poäng av alla länderna utom Italien.
Flera länder, som Estland, Tyskland och Spanien, låg i början av omröstningen långt bak, men flyttade sig sedan sakta framåt mot sina topplaceringar. Samtidigt tappade andra länder som Grekland topplaceringar. I början av omröstningen låg många länder på noll poäng, men efter en bit in i omröstningen, ungefär samtidigt som Sverige började dra ifrån allt mer, hamnade de tre övriga nordiska länderna Island, Norge och Danmark på delad sistaplats med noll poäng. Länge såg det ut att detta resultat skulle hålla i sig, men till slut fick dessa tre länder poäng. Norge låg dock sist under hela omröstningen och slutade också sist med endast sju poäng.
Två gånger under omröstningen inträffade misstag. Det första var efter halvtidsröstningen, då man av misstag visade fel poängsumma för Sverige, Serbien och Slovakien i den korta videosnutt över de tre länderna som då ledde. Man hade av misstag råkat lägga ihop poängen från näströstande land, Slovakien. I sändningen så angavs Sverige ha 179 poäng, Serbien 135 poäng och Ryssland 124 poäng när den korrekta summan var 167 poäng, 128 poäng och 121 poäng för respektive land.  Det andra misstaget som inträffade var att Irland, som skulle avge sina röster som nummer trettiotvå i ordningen, av okänt skäl fick avlämna sina röster som sista land. En liknande sådan händelse inträffade i finalen år 2009.

### 12-poängare

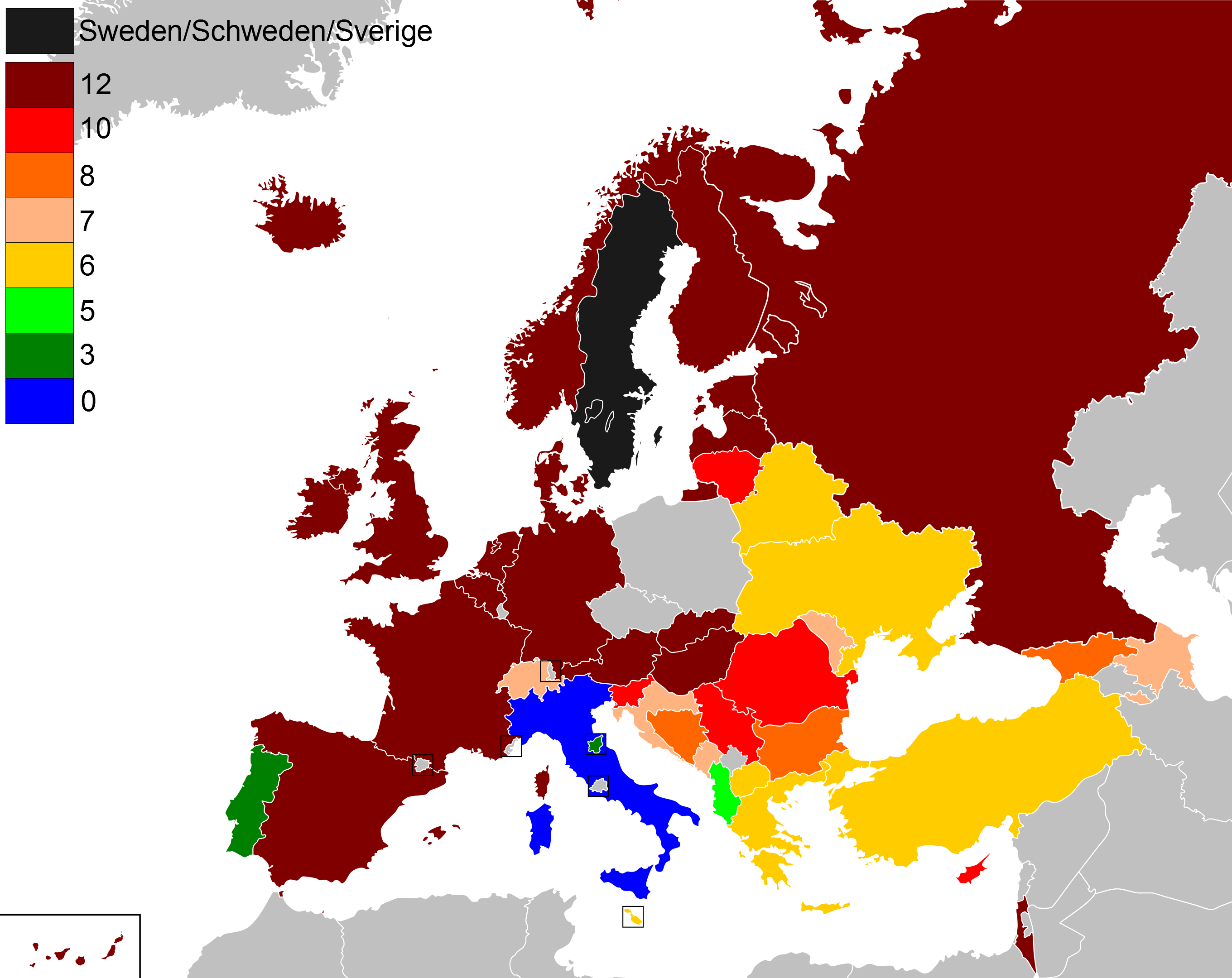
Karta över poängen tilldelade till Sverige i finalen av tävlingen.

| Antal | Tävlande land | Länder som gav 12 poäng |
| ----- | ------------- | --- |
| 18    | Sverige       | Österrike, Belgien, Danmark, Estland, Finland, Frankrike, Tyskland, Ungern, Island, Irland, Israel, Lettland, Norge, Ryssland, Slovakien, Spanien, Nederländerna, Storbritannien |
| 4     | Albanien      | Makedonien, Italien, San Marino, Schweiz |
| 4     | Azerbajdzjan  | Litauen, Malta, Turkiet, Ukraina |
| 4     | Serbien       | Bulgarien, Kroatien, Montenegro, Slovenien |
| 2     | Cypern        | Grekland, Sverige |
| 2     | Grekland      | Albanien, Cypern |
| 2     | Makedonien    | Bosnien och Hercegovina, Serbien |
| 1     | Litauen       | Georgien |
| 1     | Moldavien     | Rumänien |
| 1     | Rumänien      | Moldavien |
| 1     | Ryssland      | Belarus |
| 1     | Spanien       | Portugal |
| 1     | Turkiet       | Azerbajdzjan |

### Röstningsordning
Under finalkvällen avlade samtliga 42 länder som tävlade i 2012 års Eurovision Song Contest poäng. Den röstningsordning som länderna skulle avge poängen i presenterades timmarna före finalen ägde rum och byggde på hur jurygrupperna i respektive land hade röstat under genrepet kvällen innan finalen. En speciellt framtagen algoritm sorterade ordningen i ett försök att göra röstningen mer spännande. Föregående års final var första gången som EBU valde att göra på det sättet, tidigare år har man lottat fram röstningsordningen.
Irland skulle ha avlämnat landets röster som nummer trettiotvå i ordningen, men fick av okänt skäl avlämna sina röster som sista land. En liknande sådan händelse inträffade i finalen år 2009.
| Nr | Land                    | Poängutdelare      |
| -- | ----------------------- | ------------------ |
| 1  | Albanien                | Andri Xhahu        |
| 2  | Montenegro              | Marija Marković    |
| 3  | Rumänien                | Paula Seling       |
| 4  | Österrike               | Kati Bellowitsch   |
| 5  | Ukraina                 | Oleksiy Matias     |
| 6  | Belarus                 | Dzmitry Kaldun     |
| 7  | Belgien                 | Peter Van de Veire |
| 8  | Azerbajdzjan            | Säfurä Älizadä     |
| 9  | Malta                   | Keith Demicoli     |
| 10 | San Marino              | Monica Fabbri      |
| 11 | Frankrike               | Amaury Vassili     |
| 12 | Storbritannien          | Scott Mills        |
| 13 | Turkiet                 | Ömer Önder         |
| 14 | Grekland                | Adriana Magania    |
| 15 | Bosnien och Hercegovina | Elvir Laković Laka |
| 16 | Moldavien               | Olivia Fortuna     |
| 17 | Bulgarien               | Anna Angelova      |
| 18 | Schweiz                 | Sara Hildebrand    |
| 19 | Slovenien               | Lorella Flego      |
| 20 | Cypern                  | Loucas Hamatsos    |
| 21 | Kroatien                | Nevena Rendeli     |

| Nr | Land          | Poängutdelare          |
| -- | ------------- | ---------------------- |
| 22 | Slovakien     | Mária Pietrová         |
| 23 | Makedonien    | Kristina Talevska      |
| 24 | Nederländerna | Viviënne van den Assem |
| 25 | Portugal      | Joana Teles            |
| 26 | Island        | Matthías Matthíasson   |
| 27 | Sverige       | Sarah Dawn Finer       |
| 28 | Norge         | Nadia Hasnaoui         |
| 29 | Litauen       | Ignas Krupavičius      |
| 30 | Estland       | Getter Jaani           |
| 31 | Danmark       | Louise Wolff           |
| 32 | Lettland      | Valters Frīdenbergs    |
| 33 | Spanien       | Elena Sánchez          |
| 34 | Finland       | Mr Lordi               |
| 35 | Georgien      | Sopho Toroshelidze     |
| 36 | Italien       | Ivan Bacchi            |
| 37 | Serbien       | Maja Nikolić           |
| 38 | Tyskland      | Anke Engelke           |
| 39 | Ryssland      | Oxana Fedorova         |
| 40 | Ungern        | Éva Novodomszky        |
| 41 | Israel        | Ofer Nachshon          |
| 42 | Irland        | Gráinne Seoige         |

## Poängtabeller

### Semifinal 1
| Startordning | Startordning | Röster | Röster | Röster | Röster | Röster | Röster | Röster | Röster | Röster | Röster | Röster | Röster | Röster | Röster | Röster | Röster | Röster | Röster | Röster | Röster | Röster | Röster |
| Startordning | Startordning | Totalt | AL     | ME     | RO     | AT     | BE     | AZ     | SM     | GR     | MD     | CH     | CY     | IS     | DK     | LV     | ES     | FI     | IT     | RU     | HU     | IL     | IE     |
| ------------ | ------------ | ------ | ------ | ------ | ------ | ------ | ------ | ------ | ------ | ------ | ------ | ------ | ------ | ------ | ------ | ------ | ------ | ------ | ------ | ------ | ------ | ------ | ------ |
| Bidrag       | Montenegro   | 20     | 12     |        | -      | -      | -      | -      | 8      | -      | -      | -      | -      | -      | -      | -      | -      | -      | -      | -      | -      | -      | -      |
| Bidrag       | Island       | 75     | -      | 5      | -      | 2      | 5      | -      | 3      | 5      | 2      | 4      | 8      |        | 10     | 5      | 6      | 10     | 1      | 1      | 4      | 4      | -      |
| Bidrag       | Grekland     | 116    | 8      | 10     | 12     | 1      | 8      | 10     | 7      |        | 10     | 3      | 12     | 5      | 4      | -      | 3      | -      | 5      | 5      | -      | 3      | 10     |
| Bidrag       | Lettland     | 17     | -      | 2      | -      | -      | -      | 3      | -      | -      | 4      | -      | -      | -      | -      |        | -      | -      | -      | 4      | -      | -      | 4      |
| Bidrag       | Albanien     | 146    |        | 12     | 4      | 12     | 10     | 12     | 10     | 10     | 1      | 12     | 10     | 3      | 7      | 4      | 4      | 5      | 12     | 2      | 10     | 5      | 1      |
| Bidrag       | Rumänien     | 120    | 5      | 7      |        | 5      | 4      | 7      | 6      | 8      | 12     | 2      | 6      | 4      | 1      | -      | 12     | -      | 10     | 8      | 3      | 8      | 12     |
| Bidrag       | Schweiz      | 45     | 3      | -      | 2      | 3      | -      | -      | 1      | -      | 8      |        | 2      | 2      | -      | 7      | -      | -      | 8      | -      | 8      | 1      | -      |
| Bidrag       | Belgien      | 16     | 2      | -      | 1      | -      |        | -      | -      | 4      | -      | -      | -      | -      | -      | -      | 1      | 2      | -      | -      | -      | -      | 6      |
| Bidrag       | Finland      | 41     | 1      | -      | -      | -      | 1      | -      | -      | -      | -      | 1      | -      | 7      | 8      | 6      | -      |        | -      | -      | 12     | 2      | 3      |
| Bidrag       | Israel       | 33     | -      | -      | 5      | 7      | -      | -      | -      | -      | -      | -      | 1      | -      | 3      | 1      | 2      | 3      | -      | 6      | 5      |        | -      |
| Bidrag       | San Marino   | 31     | 10     | 4      | -      | -      | -      | 5      |        | 2      | 7      | -      | -      | -      | -      | -      | -      | -      | 3      | -      | -      | -      | -      |
| Bidrag       | Cypern       | 91     | 6      | 6      | 7      | -      | 3      | 1      | -      | 12     | 3      | -      |        | 12     | -      | 3      | 8      | 1      | 7      | 7      | -      | 10     | 5      |
| Bidrag       | Danmark      | 63     | -      | -      | 3      | -      | -      | -      | 4      | 1      | -      | 10     | 4      | 8      |        | 8      | -      | 8      | 6      | 3      | 1      | -      | 7      |
| Bidrag       | Ryssland     | 152    | -      | 8      | 6      | 10     | 12     | 8      | 2      | 7      | 6      | 8      | 7      | 6      | 12     | 12     | 7      | 12     | 2      |        | 7      | 12     | 8      |
| Bidrag       | Ungern       | 52     | 7      | -      | 8      | 4      | 6      | 2      | -      | -      | 5      | 6      | 5      | -      | 5      | -      | -      | 4      | -      | -      |        | -      | -      |
| Bidrag       | Österrike    | 8      | -      | -      | -      |        | 2      | -      | -      | -      | -      | 5      | -      | 1      | -      | -      | -      | -      | -      | -      | -      | -      | -      |
| Bidrag       | Moldavien    | 100    | 4      | 3      | 10     | 6      | -      | 6      | 5      | 6      |        | 7      | 3      | -      | 6      | 2      | 10     | 6      | 4      | 12     | 2      | 6      | 2      |
| Bidrag       | Irland       | 92     | -      | 1      | -      | 8      | 7      | 4      | 12     | 3      | -      | -      | -      | 10     | 2      | 10     | 5      | 7      | -      | 10     | 6      | 7      |        |

### Semifinal 2
| Startordning | Startordning          | Röster | Röster | Röster | Röster | Röster | Röster | Röster | Röster | Röster | Röster | Röster | Röster | Röster | Röster | Röster | Röster | Röster | Röster | Röster | Röster | Röster | Röster |
| Startordning | Startordning          | Totalt | UA     | BY     | MT     | FR     | UK     | TR     | BA     | BG     | SI     | HR     | SK     | MK     | NL     | PT     | SE     | NO     | LT     | EE     | GE     | RS     | DE     |
| ------------ | --------------------- | ------ | ------ | ------ | ------ | ------ | ------ | ------ | ------ | ------ | ------ | ------ | ------ | ------ | ------ | ------ | ------ | ------ | ------ | ------ | ------ | ------ | ------ |
| Bidrag       | Serbien               | 159    | 8      | 8      | 5      | 12     | 3      | -      | 10     | 12     | 12     | 10     | 8      | 12     | 10     | 8      | 8      | 10     | 2      | 1      | 10     |        | 10     |
| Bidrag       | Makedonien            | 53     | 5      | 2      | 1      | -      | -      | 8      | 8      | 7      | 6      | 7      | -      |        | -      | -      | -      | -      | -      | -      | 1      | 8      | -      |
| Bidrag       | Nederländerna         | 35     | -      | -      | -      | -      | 4      | 7      | -      | -      | 2      | -      | -      | -      |        | -      | 1      | 3      | 3      | 7      | -      | -      | 8      |
| Bidrag       | Malta                 | 70     | 6      | 5      |        | -      | 12     | 6      | -      | 6      | 4      | 5      | 2      | 2      | 2      | -      | 4      | -      | 6      | 3      | 4      | 3      | -      |
| Bidrag       | Vitryssland           | 35     | 12     |        | 4      | -      | -      | -      | -      | -      | -      | 2      | -      | 1      | 1      | -      | -      | -      | 7      | -      | 8      | -      | -      |
| Bidrag       | Portugal              | 39     | -      | -      | -      | 8      | -      | 1      | 4      | -      | 3      | 3      | 5      | -      | 6      |        | -      | 5      | 1      | -      | -      | -      | 3      |
| Bidrag       | Ukraina               | 64     |        | 12     | 6      | 2      | 2      | -      | 2      | 5      | -      | 1      | 1      | 3      | -      | 2      | 6      | 2      | 5      | 5      | 6      | 4      | -      |
| Bidrag       | Bulgarien             | 45     | -      | -      | 2      | 3      | 5      | 10     | 3      |        | -      | -      | -      | 6      | -      | 6      | -      | 6      | -      | -      | -      | 2      | 2      |
| Bidrag       | Slovenien             | 31     | -      | -      | -      | -      | -      | -      | 5      | -      |        | 8      | -      | 4      | -      | -      | -      | -      | -      | -      | -      | 10     | 4      |
| Bidrag       | Kroatien              | 42     | 1      | 1      | -      | -      | -      | -      | 12     | -      | 8      |        | -      | 7      | -      | -      | -      | -      | -      | -      | -      | 12     | 1      |
| Bidrag       | Sverige               | 181    | 7      | 7      | 8      | 6      | 8      | 5      | 7      | 10     | 10     | 6      | 12     | 8      | 12     | 10     |        | 12     | 10     | 12     | 12     | 7      | 12     |
| Bidrag       | Georgien              | 36     | 10     | 6      | -      | -      | -      | 4      | -      | -      | -      | -      | -      | -      | -      | 1      | -      | -      | 12     | 4      |        | -      | -      |
| Bidrag       | Turkiet               | 80     | 2      | -      | 12     | 7      | 6      |        | 6      | 8      | -      | -      | 3      | 10     | 7      | -      | 7      | 1      | -      | 2      | 3      | -      | 6      |
| Bidrag       | Estland               | 100    | 3      | 4      | -      | 10     | 7      | -      | -      | 3      | 1      | -      | 10     | -      | 8      | 12     | 12     | 8      | 8      |        | 7      | -      | 7      |
| Bidrag       | Slovakien             | 22     | -      | -      | 7      | 1      | -      | -      | -      | -      | -      | -      |        | -      | -      | 4      | 3      | -      | -      | 6      | -      | 1      | -      |
| Bidrag       | Norge                 | 45     | -      | 3      | 3      | -      | -      | 4      | 1      | 2      | -      | -      | 4      | -      | 3      | 3      | 10     |        | 4      | 8      | -      | -      | -      |
| Bidrag       | Bosnien & Hercegovina | 77     | -      | -      | -      | 4      | 1      | 12     |        | 1      | 5      | 12     | 6      | 5      | 5      | 5      | 5      | 4      | -      | -      | 2      | 5      | 5      |
| Bidrag       | Litauen               | 104    | 4      | 10     | 10     | 5      | 10     | 2      | -      | 4      | 7      | 4      | 7      | -      | 4      | 7      | 2      | 7      |        | 10     | 5      | 6      | -      |

### Finalen
| Startordning | Startordning          | Röster | Röster | Röster | Röster | Röster | Röster | Röster | Röster | Röster | Röster | Röster | Röster | Röster | Röster | Röster | Röster | Röster | Röster | Röster | Röster | Röster | Röster | Röster | Röster | Röster | Röster | Röster | Röster | Röster | Röster | Röster | Röster | Röster | Röster | Röster | Röster | Röster | Röster | Röster | Röster | Röster | Röster | Röster |
| Startordning | Startordning          | Totalt | AL     | ME     | RO     | AT     | UA     | BY     | BE     | AZ     | MT     | SM     | FR     | UK     | TR     | GR     | BA     | MD     | BG     | CH     | SI     | CY     | HR     | SK     | MK     | NL     | PT     | IS     | SE     | NO     | LT     | EE     | DK     | LV     | ES     | FI     | GE     | IT     | RS     | DE     | RU     | HU     | IL     | IE     |
| ------------ | --------------------- | ------ | ------ | ------ | ------ | ------ | ------ | ------ | ------ | ------ | ------ | ------ | ------ | ------ | ------ | ------ | ------ | ------ | ------ | ------ | ------ | ------ | ------ | ------ | ------ | ------ | ------ | ------ | ------ | ------ | ------ | ------ | ------ | ------ | ------ | ------ | ------ | ------ | ------ | ------ | ------ | ------ | ------ | ------ |
| Bidrag       | Storbritannien        | 12     | -      | -      | -      | -      | -      | -      | 1      | -      | -      | -      | -      |        | -      | -      | -      | -      | -      | -      | -      | -      | -      | -      | -      | -      | -      | -      | -      | -      | -      | 5      | -      | 2      | -      | -      | -      | -      | -      | -      | -      | -      | -      | 4      |
| Bidrag       | Ungern                | 19     | -      | -      | 7      | -      | -      | -      | -      | -      | -      | -      | -      | -      | 1      | -      | -      | 1      | -      | -      | -      | -      | -      | 8      | -      | -      | -      | -      | -      | -      | -      | -      | -      | -      | -      | -      | -      | -      | 2      | -      | -      |        | -      | -      |
| Bidrag       | Albanien              | 146    |        | 10     | 1      | 8      | -      | -      | 10     | -      | 1      | 12     | -      | -      | 5      | 10     | 6      | -      | 4      | 12     | 3      | 4      | 5      | -      | 12     | -      | -      | -      | 1      | -      | -      | -      | 5      | 1      | -      | 6      | 3      | 12     | 1      | 6      | -      | 8      | -      | -      |
| Bidrag       | Litauen               | 70     | -      | 1      | -      | -      | -      | 8      | -      | 4      | 4      | -      | 3      | 7      | -      | -      | -      | -      | 5      | -      | -      | -      | -      | -      | -      | 1      | -      | -      | -      | 6      |        | 3      | -      | 4      | -      | -      | 12     | -      | -      | -      | 5      | -      | -      | 7      |
| Bidrag       | Bosnien & Hercegovina | 55     | -      | 6      | -      | 7      | -      | -      | -      | -      | -      | -      | -      | -      | 10     | -      |        | -      | -      | 1      | 7      | -      | 10     | 2      | 7      | -      | -      | -      | -      | -      | -      | -      | -      | -      | -      | -      | -      | -      | 5      | -      | -      | -      | -      | -      |
| Bidrag       | Ryssland              | 259    | 3      | 4      | 4      | 5      | 10     | 12     | 8      | 10     | 3      | 10     | 4      | 3      | 7      | 4      | 3      | 6      | 6      | -      | 8      | 5      | 6      | 3      | 4      | 4      | 8      | 7      | 7      | 8      | 6      | 8      | 8      | 10     | 8      | 8      | 5      | 10     | 7      | 7      |        | 7      | 7      | 6      |
| Bidrag       | Island                | 46     | -      | -      | -      | -      | -      | -      | -      | -      | -      | -      | -      | -      | -      | -      | -      | -      | -      | -      | 4      | 1      | -      | 4      | -      | -      | -      |        | -      | 5      | -      | 6      | 6      | -      | 4      | 7      | -      | -      | -      | 3      | -      | 6      | -      | -      |
| Bidrag       | Cypern                | 65     | 6      | -      | 2      | -      | -      | -      | -      | 2      | -      | -      | -      | -      | -      | 12     | -      | -      | -      | -      | -      |        | -      | -      | -      | -      | -      | 8      | 12     | -      | -      | -      | -      | -      | 5      | -      | -      | 5      | 8      | -      | 2      | -      | 3      | -      |
| Bidrag       | Frankrike             | 21     | -      | -      | -      | 2      | -      | -      | -      | -      | -      | -      |        | -      | -      | -      | 2      | -      | -      | 6      | -      | -      | -      | -      | -      | -      | -      | 6      | 2      | -      | -      | -      | -      | 3      | -      | -      | -      | -      | -      | -      | -      | -      | -      | -      |
| Bidrag       | Italien               | 101    | 7      | 2      | -      | -      | 4      | -      | -      | -      | 10     | 7      | 1      | -      | -      | 3      | -      | 5      | -      | 5      | 5      | 2      | 2      | 5      | 5      | -      | 2      | -      | -      | 4      | 4      | 7      | 3      | -      | 1      | -      | 4      |        | -      | 2      | -      | 5      | 4      | 2      |
| Bidrag       | Estland               | 120    | -      | -      | -      | -      | 1      | 4      | -      | -      | -      | -      | 10     | 4      | -      | -      | -      | 2      | -      | -      | -      | -      | -      | 10     | -      | 7      | 7      | 10     | 8      | 7      | 8      |        | -      | 8      | 6      | 10     | -      | -      | -      | 4      | 6      | -      | -      | 8      |
| Bidrag       | Norge                 | 7      | -      | -      | -      | -      | -      | -      | -      | -      | -      | -      | -      | -      | -      | -      | -      | -      | -      | -      | -      | -      | -      | -      | -      | 3      | -      | 1      | 3      |        | -      | -      | -      | -      | -      | -      | -      | -      | -      | -      | -      | -      | -      | -      |
| Bidrag       | Azerbajdzjan          | 150    | 4      | 5      | -      | -      | 12     | 7      | -      |        | 12     | 4      | -      | 2      | 12     | 5      | 7      | 10     | 10     | -      | -      | 8      | -      | 6      | 2      | -      | -      | -      | -      | -      | 12     | -      | -      | -      | -      | -      | 10     | -      | 3      | -      | 10     | -      | 8      | 1      |
| Bidrag       | Rumänien              | 71     | -      | -      |        | -      | -      | -      | 3      | 6      | -      | -      | 2      | -      | 4      | 7      | -      | 12     | -      | -      | -      | 3      | -      | -      | -      | -      | 4      | -      | -      | -      | -      | -      | 1      | -      | 10     | -      | -      | 7      | -      | -      | 1      | -      | 6      | 5      |
| Bidrag       | Danmark               | 21     | -      | -      | -      | -      | -      | -      | -      | -      | -      | -      | -      | -      | -      | -      | -      | -      | -      | -      | -      | -      | -      | -      | -      | -      | -      | 5      | -      | 2      | -      | 2      |        | -      | -      | 5      | -      | 2      | -      | 5      | -      | -      | -      | -      |
| Bidrag       | Grekland              | 64     | 12     | -      | 8      | -      | 5      | -      | 2      | 5      | -      | -      | -      | -      | 3      |        | 1      | 4      | 1      | -      | -      | 12     | -      | -      | -      | -      | -      | -      | -      | -      | -      | -      | -      | -      | -      | -      | 1      | -      | 4      | 1      | 3      | -      | 2      | -      |
| Bidrag       | Sverige               | 372    | 5      | 7      | 10     | 12     | 6      | 6      | 12     | 7      | 6      | 3      | 12     | 12     | 6      | 6      | 8      | 7      | 8      | 7      | 10     | 10     | 7      | 12     | 6      | 12     | 3      | 12     |        | 12     | 10     | 12     | 12     | 12     | 12     | 12     | 8      | -      | 10     | 12     | 12     | 12     | 12     | 12     |
| Bidrag       | Turkiet               | 112    | 10     | -      | 3      | 3      | -      | -      | 7      | 12     | 8      | 5      | 5      | 1      |        | -      | 4      | -      | 7      | 3      | -      | -      | -      | -      | 8      | 8      | -      | -      | 6      | -      | 1      | -      | 2      | -      | -      | -      | 7      | -      | -      | 8      | -      | 3      | 1      | -      |
| Bidrag       | Spanien               | 97     | -      | -      | 6      | 6      | -      | -      | 6      | -      | -      | 1      | 6      | 8      | -      | -      | 5      | -      | 3      | 8      | -      | 6      | -      | -      | -      | 6      | 12     | 2      | 4      | -      | -      | 4      | -      | -      |        | 3      | -      | -      | -      | -      | -      | 1      | 10     | -      |
| Bidrag       | Tyskland              | 110    | 2      | -      | -      | 4      | -      | -      | -      | -      | 2      | -      | 7      | 6      | -      | -      | -      | -      | -      | 4      | 2      | -      | 4      | -      | -      | 2      | 10     | -      | -      | 3      | 3      | 10     | 10     | 7      | 3      | 1      | 2      | 8      | -      |        | -      | 10     | -      | 10     |
| Bidrag       | Malta                 | 41     | -      | -      | -      | -      | 7      | 3      | -      | 8      |        | 2      | -      | 5      | 2      | -      | -      | -      | -      | -      | -      | -      | -      | -      | 1      | -      | -      | -      | -      | -      | 7      | -      | -      | -      | -      | -      | -      | -      | 6      | -      | -      | -      | -      | -      |
| Bidrag       | Makedonien            | 71     | 8      | 8      | -      | -      | 3      | 2      | -      | -      | -      | -      | -      | -      | 8      | -      | 12     | -      | 2      | -      | 6      | -      | 8      | 1      |        | -      | -      | -      | -      | -      | -      | -      | -      | -      | -      | -      | -      | 1      | 12     | -      | -      | -      | -      | -      |
| Bidrag       | Irland                | 46     | -      | -      | -      | -      | -      | 1      | 4      | 1      | -      | -      | -      | 10     | -      | -      | -      | -      | -      | -      | -      | -      | 3      | -      | -      | 5      | -      | 4      | 5      | -      | -      | -      | 4      | 5      | -      | 4      | -      | -      | -      | -      | -      | -      | -      |        |
| Bidrag       | Serbien               | 214    | 1      | 12     | 5      | 10     | 2      | -      | 5      | -      | 5      | 6      | 8      | -      | -      | 8      | 10     | 3      | 12     | 10     | 12     | 7      | 12     | 7      | 10     | 10     | 5      | 3      | 10     | 10     | 5      | -      | -      | -      | -      | 2      | -      | 6      |        | 10     | 4      | 4      | -      | -      |
| Bidrag       | Ukraina               | 65     | -      | -      | -      | -      |        | 10     | -      | 3      | 7      | -      | -      | -      | -      | 1      | -      | 8      | -      | -      | -      | -      | -      | -      | 3      | -      | 1      | -      | -      | 1      | 2      | 1      | -      | 6      | 2      | -      | 6      | 3      | -      | -      | 8      | -      | -      | 3      |
| Bidrag       | Moldavien             | 81     | -      | 3      | 12     | 1      | 8      | 5      | -      | -      | -      | 8      | -      | -      | -      | 2      | -      |        | -      | 2      | 1      | -      | 1      | -      | -      | -      | 6      | -      | -      | -      | -      | -      | 7      | -      | 7      | -      | -      | 4      | -      | -      | 7      | 2      | 5      | -      |

## Resultattabeller

### Icke-kvalificerade länder
Efter att finalen avslutades släpptes poäng och placeringar för semifinalisterna. Nedan redovisas uppgifterna för de semifinalister som inte tog sig till finalen efter totalpoäng. Poängen redovisas inom parentes.
27.  Bulgarien (45)1, semifinal 2

27.  Schweiz (45), semifinal 1

29.  Kroatien (42), semifinal 2

30.  Finland (41), semifinal 1

31.  Portugal (39), semifinal 2

32.  Georgien (36), semifinal 2

33.  Nederländerna (35), semifinal 2

34.  Vitryssland (35), semifinal 2

35.  Israel (33), semifinal 1

36.  San Marino (31), semifinal 1

36.  Slovenien (31), semifinal 2

38.  Slovakien (22), semifinal 2

39.  Montenegro (20), semifinal 1

40.  Lettland (17), semifinal 1

41.  Belgien (16), semifinal 1

42.  Österrike (8), semifinal 1
1 Bulgarien slutade på delad tionde plats med Norge, men Norge gick vidare då de fått poäng av ett land mer än Bulgarien.

### Splittrat resultat
Den 18 juni 2012 släppte EBU resultatet för de två semifinalerna och finalens individuella poängsättning i de tre poänglägena för jury, tittarna och det kombinerade läget 50/50. Precis som de två föregående åren släpptes bara de totala resultaten och inte hur varje land enskilt hade avlagt röster i de olika lägena.

#### Semifinal 1
I denna semifinal var tittarna och juryn överens om åtta av de tio finalisterna. Hade tittarna fått bestämma skulle Schweiz ha gått vidare istället för Ungern, medan om juryn hade fått bestämma hade Israel fått gå vidare istället för Island. Resterande länder som tog sig till final var både juryn och tittarna överens om, dock placerade sig länderna olika. Tittarna och juryn var ej heller överens om sistaplatsen, som slutligen i 50/50-läget gick till Österrike.
| Nr | Telefonröstning | Poäng | Juryröstning | Poäng |
| -- | --------------- | ----- | ------------ | ----- |
| 1  | Ryssland        | 189   | Albanien     | 131   |
| 2  | Rumänien        | 132   | Moldavien    | 107   |
| 3  | Albanien        | 131   | Grekland     | 103   |
| 4  | Irland          | 116   | Cypern       | 90    |
| 5  | Grekland        | 110   | Rumänien     | 87    |
| 6  | Cypern          | 99    | Danmark      | 81    |
| 7  | Moldavien       | 85    | Ungern       | 76    |
| 8  | Island          | 79    | Ryssland     | 75    |
| 9  | Danmark         | 53    | Israel       | 72    |
| 10 | Schweiz         | 49    | Irland       | 72    |
| 11 | Ungern          | 39    | Island       | 70    |
| 12 | Finland         | 36    | Finland      | 57    |
| 13 | San Marino      | 25    | Schweiz      | 45    |
| 14 | Montenegro      | 24    | San Marino   | 42    |
| 15 | Lettland        | 18    | Belgien      | 38    |
| 16 | Israel          | 16    | Montenegro   | 28    |
| 17 | Österrike       | 15    | Österrike    | 27    |
| 18 | Belgien         | 2     | Lettland     | 17    |

#### Semifinal 2
I den andra semifinalen var tittarna och juryn betydligt mer oense, även om de hade både samma vinnare (Sverige) och tvåa (Serbien). Hade tittarna fått bestämma hade Bulgarien och Nederländerna gått vidare (istället för Malta och Ukraina), vilka juryn satte på sextonde respektive sjuttonde plats. Hade juryn fått bestämma skulle Kroatien och Georgien gått vidare (istället för Turkiet och Norge), vilka tittarna satte på fjortonde respektive sista plats. Det kan vara intressant att nämna att tittarna satte Ukraina näst sist och juryn Norge sist, men trots detta gick bägge till finalen ändå i det s.k. 50/50-läget.
| Nr | Telefonröstning         | Poäng | Juryröstning            | Poäng |
| -- | ----------------------- | ----- | ----------------------- | ----- |
| 1  | Sverige                 | 180   | Sverige                 | 145   |
| 2  | Serbien                 | 148   | Serbien                 | 141   |
| 3  | Litauen                 | 128   | Ukraina                 | 109   |
| 4  | Turkiet                 | 114   | Estland                 | 102   |
| 5  | Estland                 | 88    | Malta                   | 97    |
| 6  | Norge                   | 72    | Bosnien och Hercegovina | 77    |
| 7  | Bosnien och Hercegovina | 70    | Kroatien                | 66    |
| 8  | Makedonien              | 63    | Georgien                | 62    |
| 9  | Bulgarien               | 59    | Makedonien              | 58    |
| 10 | Nederländerna           | 51    | Litauen                 | 55    |
| 11 | Malta                   | 39    | Vitryssland             | 52    |
| 12 | Vitryssland             | 37    | Portugal                | 49    |
| 13 | Portugal                | 37    | Turkiet                 | 42    |
| 14 | Kroatien                | 34    | Slovenien               | 40    |
| 15 | Slovakien               | 32    | Slovakien               | 40    |
| 16 | Slovenien               | 27    | Nederländerna           | 31    |
| 17 | Ukraina                 | 24    | Bulgarien               | 27    |
| 18 | Georgien                | 15    | Norge                   | 25    |

#### Finalen
I finalen var både tittarna och jurygrupperna ännu mer oense än i semifinalerna. Trots detta hade de ändå samma vinnare (Sverige) som dock inte hade vunnit med särskild bred marginal om tittarna fått bestämma, men hos juryn. Hos juryn hade Sverige varit det enda land som fått över 200 poäng. Därefter kan man inte säga att juryn och tittarna var överens om mycket. Tittarnas botten blev i princips juryns topp och tvärtom, vilket gynnade länder som Estland, Spanien, Turkiet och Albanien medan missgynnade länder som Grekland, Irland, Cypern och Malta. Noterbart är att tittarna och juryn hade varsin sistaplacering: Frankrike (tittarna, nollad) och Storbritannien (juryn). Trots att Norge blev tjugofyra hos både juryn och tittarna slutade de på sista plats i 50/50-läget.
| Nr | Telefonröstning         | Poäng | Juryröstning            | Poäng |
| -- | ----------------------- | ----- | ----------------------- | ----- |
| 1  | Sverige                 | 343   | Sverige                 | 296   |
| 2  | Ryssland                | 332   | Serbien                 | 173   |
| 3  | Serbien                 | 211   | Albanien                | 157   |
| 4  | Turkiet                 | 176   | Italien                 | 157   |
| 5  | Azerbajdzjan            | 151   | Spanien                 | 154   |
| 6  | Tyskland                | 125   | Estland                 | 152   |
| 7  | Rumänien                | 117   | Ukraina                 | 125   |
| 8  | Albanien                | 106   | Azerbajdzjan            | 118   |
| 9  | Grekland                | 89    | Moldavien               | 104   |
| 10 | Irland                  | 89    | Tyskland                | 98    |
| 11 | Makedonien              | 79    | Ryssland                | 94    |
| 12 | Estland                 | 78    | Cypern                  | 85    |
| 13 | Moldavien               | 75    | Frankrike               | 85    |
| 14 | Litauen                 | 68    | Litauen                 | 82    |
| 15 | Cypern                  | 63    | Bosnien och Hercegovina | 71    |
| 16 | Bosnien och Hercegovina | 57    | Malta                   | 70    |
| 17 | Italien                 | 56    | Makedonien              | 69    |
| 18 | Spanien                 | 45    | Grekland                | 60    |
| 19 | Island                  | 39    | Island                  | 53    |
| 20 | Ukraina                 | 37    | Rumänien                | 53    |
| 21 | Storbritannien          | 36    | Danmark                 | 51    |
| 22 | Ungern                  | 20    | Turkiet                 | 50    |
| 23 | Danmark                 | 18    | Ungern                  | 30    |
| 24 | Norge                   | 16    | Norge                   | 24    |
| 25 | Malta                   | 10    | Irland                  | 14    |
| 26 | Frankrike               | 0     | Storbritannien          | 11    |

## Kommentatorer
- Albanien - Leon Merkeshi
- Armenien – Gohar Gasparyan (AMPTV)
- Australien – Julia Zemiro och Sam Pang (SBS)
- Azerbajdzjan – Konul Arifgizi och Saleh Baghirov (İTV)
- Belgien – Nederländska: André Vermeulen och Peter Van de Veire (één Franska: Jean-Pierre Hautier och Jean-Louis Lahaye (La Une)
- Bosnien och Hercegovina – Dejan Kukrić (BHRT)
- Bulgarien – Elena Rosberg och Geogri Kushvaliev (BNT1)
- Cypern – Melina Karageorgiou (RIK)
- Danmark – Ole Tøpholm (DR1)
- Estland – Marko Reikop (ETV1)
- Finland – Finska: Tarja Närhi och Tobias Larsson (Yle TV2, Yle HD), Svenska: Eva Frantz och Johan Lindroos (Yle Fem)
- Frankrike – Audrey Chauveau och Bruno Berberes (France Ô
- Grekland – Maria Kozakou (NET)
- Island – Hrafnhildur Halldorsdóttir (RÚV)
- Irland – Marty Whelan (RTÉ One)
- Italien – Federica Gentile (Rai 5)
- Kazakstan –  Norberg Makhambetov och Kaldybek Zhaysanbay (Adam Media Group)
- Kirgizistan – Elmar Osmonov och Aibek Akmatov (OTRK)
- Kroatien – Duško Ćurlić (HRT1)
- Lettland – Valters Frīdenbergs
- Litauen – Darius Užkuraitis
- Makedonien - Karolina Petkovska (MRT)
- Malta - Ronald Briffa och Elaine Saliba (TVM)
- Nederländerna – Jan Smit och Daniël Dekker (TROS)
- Norge – Olav Viksmo Slettan (NRK1)
- Portugal – Pedro Granger (RTP1)
- Rumänien – Gianina Corondan och Leonard Miron (TVR1)
- Ryssland – Olga Shelest och Dmitry Guberniev (Russia 1)
- San Marino – Lia Fiorio och Gigi Restivo (SM TV)
- Schweiz – Tyska: Sven Epiney (SF zwei), Franska: Jean-Marc Richard och Nicolas Tanner (RTS Deux), Italienska: Clarissa Tami och Paolo Meneguzzi (RSI La 2
- Serbien – Dragan Ilić och Duška Vučinić
- Slovakien – Roman Bomboš
- Spanien – José María Íñigo (TVE1)
- Sverige – Edward af Sillén och Gina Dirawi (SVT1), Carolina Norén och Björn Kjellman (SR P3)
- Storbritannien – Scott Mills och Sara Cox (BBC Three, semifinaler), Graham Norton (BBC One) (final)
- Turkiet – Bülend Özveren (TRT1)
- Tyskland– Peter Urban (Das Erste)
- Ukraina – Tymur Miroshnychenko och Tetiana Terekhova (Pershyi Natsionalnyi)
- Ungern – Gábor Gundel Takács (m1)
- Vitryssland – Denis Kuryan (Belarus-1)
- Österrike – Andi Knoll (ORF eins

## Kalender
Nedan redovisas viktiga händelser som sker kring Eurovisionen, men också uttagningsdatum för de tävlande länderna. För uttagningsdatumen är det endast finaler som redovisas.

### 2011

#### Maj
- 14 maj: Finalen av ESC 2011 avgjordes i Düsseldorf, där Azerbajdzjan vann.
- 15 maj: Baku bekräftades som värdstad för 2012.

#### Juni
- 4 juni: Azerbajdzjans president Ilham Alijev beslutade att låta sin fru Mehriban Alijeva bli chef över landets ansvar för tävlingen år 2012.
- 20 juni: EBU höll ett möte i Genève där bl.a. tävlingsarena och datumen för tävlingen skulle diskuteras. De tävlingsdatum som från början sattes blev officiella vid detta möte.

#### Augusti
- 3 augusti: Cypern presenterade sin artist.

#### September
- 1 september: Före detta datum fick inga tävlande ESC-bidrag för år 2012 varit officiellt publicerade för allmänheten.
- 8 september: Tävlingsarena meddelades, dock utan bekräftelse från EBU.

#### Oktober
- 8 oktober: En av programcheferna på Slovakiens nationella TV-bolag STV meddelade landets avhopp till 2012.
- 10 oktober: Programledningen på Slovakiens nationella TV-bolag STV dementerade uppgiften om avhoppet till 2012.
- 20 oktober: Duon Jedward, som representerade Irland 2011, bekräftade att de hade blivit internt utvalda av landets nationella TV-bolag som landets artist i Baku.
- 31 oktober: Ictimai TV bekräftade att tävlingsarena skulle väljas först i januari 2012.

#### November
- 3 november: Irlands nationella TV-bolag, RTÉ, dementerade uppgiften om att Jedward skulle ha valts internt som landets artist.
- 16 november: Slovakiens nationella TV-bolag STV bekräftade sitt deltagande och presenterade sin artist.
- 18 november: Belgien presenterade sin artist.
- 18 november: Serbien presenterade sin artist.
- 18 november: Slovakiens nationella TV-bolag STV dementerade att allting var klart med sin artist.
- 19 november: Makedonien presenterade sin artist.
- 24 november: Denna dag var den sista dagen som länder kunde sitt bekräfta deltagande i Eurovisionen 2012.
- 24 november: Tjeckiens nationella TV-bolag ČT bekräftade officiellt att landet inte skulle medverka 2012.
- 29 november: Frankrike presenterade sin artist.
- 30 november: Montenegro bekräftade sitt återvändande till Eurovisionen år 2012.

#### December
- 1 december: Senast denna dag skulle värdlandets nationella TV-bolag lämna in sin budget för tävlingen till EBU.
- 10 december: Schweiz valde sitt bidrag (med artist).
- 12 december: Montenegro presenterade sin artist.
- 15 december: Denna dag var den sista dagen som bekräftade länder för ESC 2012 kunde dra sig ur sin medverkan, utan att få ekonomiskt straff.
- 15 december: Bosnien och Hercegovina presenterade sin artist.
- 19 december: Polens nationella TV-bolag TVP meddelade att landet inte skulle ställa upp i ESC 2012.
- 21 december: Spanien presenterade sin artist.
- 29 december: Albanien valde sitt bidrag (med artist).

### 2012

#### Januari
- 1 januari: Senast detta datum fick de tävlande länderna chansen att ansöka om att slippa rösta i en eller flera omgångar.
- 9 januari: Turkiet presenterade sin artist.
- 10 januari: Kroatien presenterade sin artist.
- 16 januari: Makedonien presenterade titeln på sitt officiella bidrag.
- 17 januari: Frankrike meddelade sin titeln på sitt officiella bidrag.
- 17 januari: EBU meddelade den officiella deltagarlistan för 2012.
- 21 januari: Danmark valde sitt bidrag (med artist).
- 24 januari: slogan och logotypen presenterades
- 25 januari: Cypern valde bidrag till sin artist.
- 25 januari: Semifinalslottningen ägde rum i Baku.
- 25 januari: Tävlingsarena bestämdes
- 26 januari: Montenegro presenterade sin låt till sin artist.
- 29 januari: Frankrike släppte sitt bidrag till sin artist officiellt.
- 31 januari: Senast detta datum skulle alla tävlande länder ha redogjort för EBU hur man skulle välja artist och bidrag.

#### Februari
- 1 februari: Senast detta datum skulle de länder som ville ha presenterat sina hemsidor för den nationella uttagningen till ESC 2012.
- 4 februari: Malta valde sitt bidrag (med artist).
- 7 februari: Israel presenterade sitt bidrag (med artist).
- 11 februari: Island valde sitt bidrag (med artist).
- 11 februari: Norge valde sitt bidrag (med artist).
- 11 februari: Ungern valde sitt bidrag (med artist).
- 12 februari: Azerbajdzjan valde sin artist.
- 14 februari: Vitryssland valde sitt bidrag (med artist).
- 15 februari: Bosnien och Hercegovina presenterade sin låt till sin artist.
- 16 februari: Tyskland valde sitt bidrag (med artist).
- 18 (19) februari: Italien valde sin artist.
- 18 februari: Kroatien presenterade sitt bidrag till sin artist.
- 18 februari: Lettland valde sitt bidrag (med artist).
- 18 februari: Ukraina valde sitt bidrag (med artist).
- 19 februari: Georgien valde sitt bidrag (med artist).
- 20 februari: Israels bidrag läckte ut på nätet, dock endast demoversionen av bidraget.s
- 22 februari: Turkiet presenterade sitt bidrag till sin artist.
- 24 februari: Irland valde sitt bidrag (med artist).
- 24 februari: Vitryssland bytte både artist och bidrag.
- 24 februari: Österrike valde sitt bidrag (med artist).
- 25 februari: Finland valde sitt bidrag (med artist).
- 26 februari: Nederländerna valde sitt bidrag (med artist).
- 26 februari: Slovenien valde sitt bidrag (med artist).
- 29 februari: Bulgarien valde sitt bidrag (med artist).
- 29 februari: Makedonien släppte officiellt sitt bidrag till sin artist.
- 29 februari: Biljetterna till den första semifinalens genrep den 21 maj och livesändning den 22 maj släppts.

#### Mars
- 1 mars: Israel släppte officiellt sitt bidrag till sin artist.
- 1 mars: Storbritannien presenterade sin artist.
- 3 mars: Estland valde sitt bidrag (med artist).
- 3 mars: Litauen valde sitt bidrag (med artist).
- 3 (4) mars: Spanien valde bidrag till sin artist.
- 5 mars: Italien presenterade sin låt till sin artist.
- 5 mars: Biljetter till den andra semifinalens genrep den 23 maj och livesändning den 24 maj släpptes.
- 7 mars: Armenien valde att hoppa av sin medverkan i ESC 2012.
- 7 mars: Ryssland valde sitt bidrag (med artist).
- 7 mars: Slovakien presenterade sitt bidrag (med artist).
- 10 mars: Portugal valde sitt bidrag (med artist).
- 10 mars: Rumänien valde sitt bidrag (med artist).
- 10 mars: Serbien presenterade sitt bidrag.
- 10 mars: Sverige valde sitt bidrag (med artist).
- 11 mars: Moldavien valde sitt bidrag (med artist).
- 12 mars: Grekland valde sitt bidrag (med artist).
- 12 mars: Biljetter till finalens genrep den 25 maj släpptes.
- 13 mars: Italien bytte bidrag till sin artist (samt släppte officiellt det).
- 14 mars: San Marino presenterade sin artist.
- 15 mars: Bosnien och Hercegovina släppte officiellt sitt bidrag till sin artist.
- 15 mars: Montenegro släppte officiellt sitt bidrag till sin artist.
- 15 mars: Biljetter till finalens livesändning den 26 maj släpptes.
- 16 mars: San Marino presenterade (och släpper officiellt) sitt bidrag till sin artist.
- 17 mars: Albanien släppte officiellt sitt bidrag till sin artist.
- 17 mars: Azerbajdzjan presenterade sin låt till sin artist.
- 17 mars: Belgien valde sin låt till sin artist.
- 18 mars: EBU diskvalificerade San Marinos låt.
- 19 mars: Storbritannien presenterade sitt bidrag till sin artist.
- 19 mars: Senast detta datum skulle samtliga tävlande länder ha valt artist och bidrag.
- 20 mars: Startordningslottningen hölls i Baku.
- 22 mars: San Marino presenterade sin nya låt till sin artist.

#### April
- 16 april: De tre programledarna för semifinalerna och finalen presenterades.
- 16 april: Bakus kristallhall stod färdigbyggd.
- 21 april: Eurovision In Concert.

#### Maj
- 12 maj: Presscentret i Baku öppnades.
- 13-20 maj: Scenrepetitioner skedde i Bakus kristallhall.
- 21 maj: Genrepet för semifinal 1 skedde (jurygrupperna avlade sina röster).
- 22 maj: Semifinal 1 direktsändes.
- 23 maj: Genrepet för semifinal 2 skedde (jurygrupperna avlade sina röster).
- 24 maj: Semifinal 2 direktsändes.
- 25 maj: Genrepet för finalen skedde (jurygrupperna avlade sina röster).
- 26 maj: Finalen direktsändes där Sverige korades till vinnarland.

#### Juni
- 18 juni: EBU släppte det splittrade resultatet av semifinalerna och finalen.